# Piotr Gumiennik
Piotr Olegowicz Gumiennik, ros. Пётр Олегович Гуменник (ur. 11 kwietnia 2002 w Petersburgu) – rosyjski łyżwiarz figurowy startujący w konkurencji solistów. Brązowy medalista mistrzostw świata juniorów (2020), srebrny medalista finału Junior Grand Prix (2018), medalista zawodów z cyklu Grand Prix i Challenger Series, dwukrotny wicemistrz Rosji juniorów (2019, 2020).

## Osiągnięcia
| Zawody                                | 14–15          | 15–16          | 16–17          | 17–18          | 18–19          | 19–20          | 20–21          | 21–22          |                |                |                |                |                |                |                |                |                |
| Międzynarodowe                        | Międzynarodowe | Międzynarodowe | Międzynarodowe | Międzynarodowe | Międzynarodowe | Międzynarodowe | Międzynarodowe | Międzynarodowe | Międzynarodowe | Międzynarodowe | Międzynarodowe | Międzynarodowe | Międzynarodowe | Międzynarodowe | Międzynarodowe | Międzynarodowe | Międzynarodowe |
| ------------------------------------- | -------------- | -------------- | -------------- | -------------- | -------------- | -------------- | -------------- | -------------- | -------------- | -------------- | -------------- | -------------- | -------------- | -------------- | -------------- | -------------- | -------------- |
| GP Gran Premio d’Italia               |                |                |                |                |                |                |                | 8              |                |                |                |                |                |                |                |                |                |
| GP Rostelecom Cup                     |                |                |                |                |                |                | 3              |                |                |                |                |                |                |                |                |                |                |
| CS Memoriał Dienisa Tena              |                |                |                |                |                |                |                | 1              |                |                |                |                |                |                |                |                |                |
| CS Warsaw Cup                         |                |                |                |                |                | 2              |                | 3              |                |                |                |                |                |                |                |                |                |
| Skate Helena                          |                |                |                |                | 1              |                |                |                |                |                |                |                |                |                |                |                |                |
| Międzynarodowe: Kategorie młodzieżowe |                |                |                |                |                |                |                |                |                |                |                |                |                |                |                |                |                |
| Mistrzostwa świata juniorów           |                |                |                |                | 10             | 3              |                |                |                |                |                |                |                |                |                |                |                |
| JGP Finał                             |                |                |                |                | 2              | 5              |                |                |                |                |                |                |                |                |                |                |                |
| JGP w Estonii                         |                |                | 5              |                |                |                |                |                |                |                |                |                |                |                |                |                |                |
| JGP w Kanadzie                        |                |                |                |                | 1              |                |                |                |                |                |                |                |                |                |                |                |                |
| JGP na Łotwie                         |                | 6              |                |                |                |                |                |                |                |                |                |                |                |                |                |                |                |
| JGP w Polsce                          |                | 4              |                |                |                |                |                |                |                |                |                |                |                |                |                |                |                |
| JGP w Rosji                           |                |                | 4              |                |                | 1              |                |                |                |                |                |                |                |                |                |                |                |
| JGP w Słowenii                        |                |                |                |                | 1              |                |                |                |                |                |                |                |                |                |                |                |                |
| JGP we Włoszech                       |                |                |                |                |                | 2              |                |                |                |                |                |                |                |                |                |                |                |
| International Cup of Nice             |                | 1 J            |                |                |                |                |                |                |                |                |                |                |                |                |                |                |                |
| Ice Challenge                         |                | 1 J            |                |                |                |                |                |                |                |                |                |                |                |                |                |                |                |
| Sportland Trophy                      |                | 1 J            |                |                |                |                |                |                |                |                |                |                |                |                |                |                |                |
| Volvo Open Cup                        |                | 1 J            |                |                |                |                |                |                |                |                |                |                |                |                |                |                |                |
| Olimpijski festiwal młodzieży Europy  |                |                | 1              |                |                |                |                |                |                |                |                |                |                |                |                |                |                |
| Krajowe                               |                |                |                |                |                |                |                |                |                |                |                |                |                |                |                |                |                |
| Mistrzostwa Rosji                     |                |                |                |                | WD             | 7              | 7              | 5              |                |                |                |                |                |                |                |                |                |
| Mistrzostwa Rosji juniorów            | 5              | 6              | 9              | 8              | 2              | 2              |                |                |                |                |                |                |                |                |                |                |                |